# Wu Xingjiang
Wu Xingjiang (chiń. 武邢江; pinyin Wǔ Xíngjiāng; ur. 25 maja 1957 w Jiaocheng w prowincji Shanxi) – chińska piłkarka ręczna, medalistka olimpijska.
Uczestniczka Letnich Igrzysk Olimpijskich 1984, podczas których reprezentacja Chin zdobyła brązowy medal. Wystąpiła we wszystkich pięciu spotkaniach tego turnieju, w tym przeciwko Stanom Zjednoczonym, RFN, Korei Południowej, Austrii i Jugosławii.